# Synthemis montaguei
Synthemis montaguei – gatunek ważki z rodziny Synthemistidae.